# Talvera
Il torrente Talvera (Talfer in tedesco) nasce a 2781 m s.l.m. nei pressi del Passo di Pennes nelle Alpi Sarentine in Alto Adige. Attraversa l'intero comune di Sarentino, costituisce il confine tra i comuni di San Genesio Atesino (ad ovest) e di Renon (ad est), per poi entrare nel comune di Bolzano dove sfocia nel fiume Isarco, di cui è il secondo maggiore affluente.

## Il tratto bolzanino

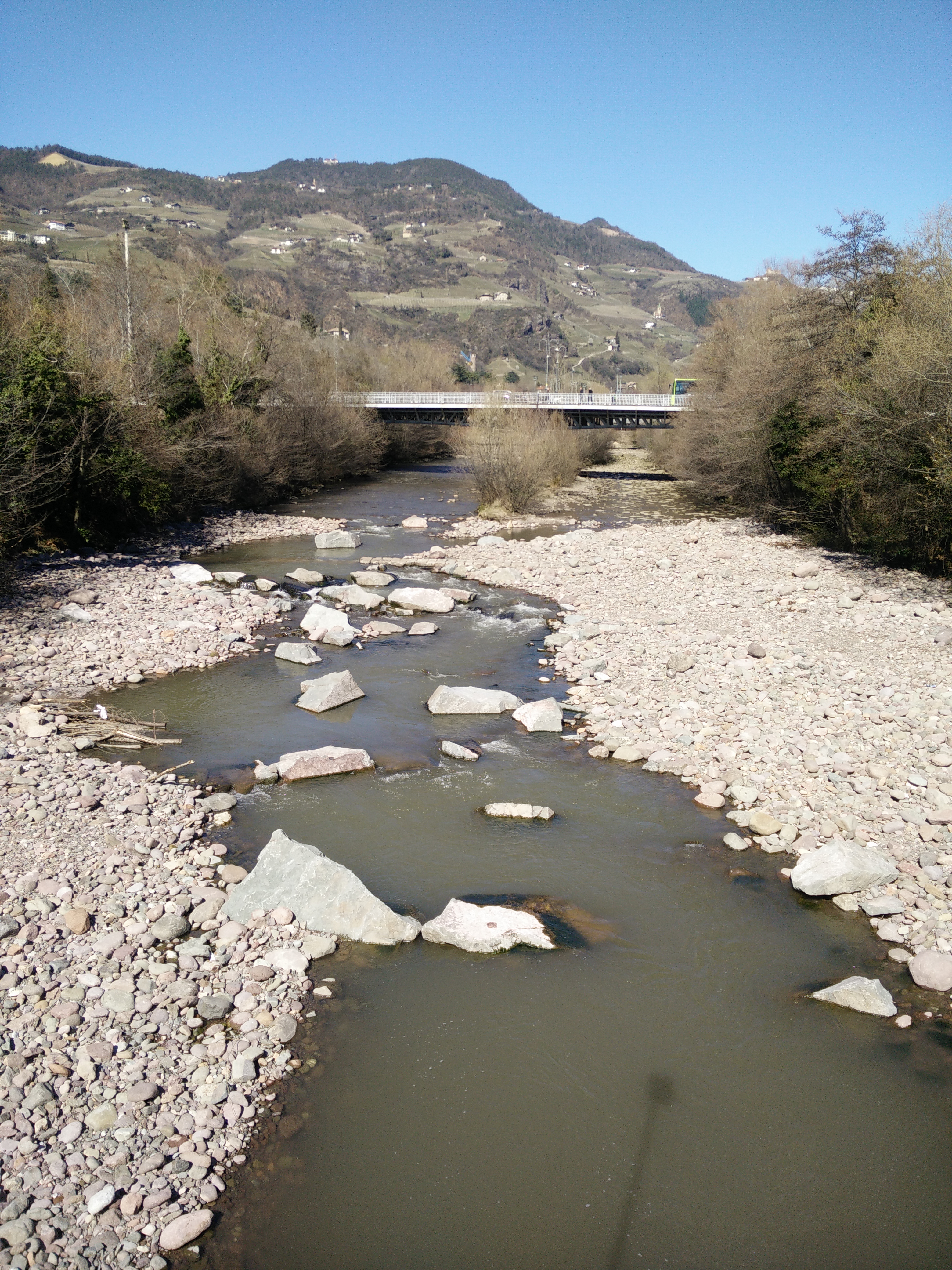
Il Talvera dopo i lavori terminati nella primavera del 2016, visto dal ponte ciclopedonale del Lungotalvera S. Quirino. Vista verso monte.

Bolzano a volte viene chiamata "Città del Talvera" (Talferstadt), in quanto si considera il Talvera il suo corso d'acqua principale, non l'Isarco che scorre anch'esso per un tratto a margine della città e tantomeno l'Adige, ancora più periferico. Infatti, era il Talvera il fiume che già dal medioevo, grazie a diverse diramazioni, le cosiddette Mühlbäche (ruscelli da molino), alimentava le fucine, i molini e i bagni pubblici della città, e in più irrigava i campi agricoli limitrofi. D'altro canto, il fiume con le sue piene rappresentava anche un enorme pericolo a causa delle sue frequenti esondazioni. Sin dal Quattrocento sono documentate opere di contenimento dell'alveo fluviale. Di particolare importanza fu il grande privilegio cittadino emesso da re Federico III d'Asburgo del 1442 nel quale egli dispose, fra l'altro, la costruzione di ponti, vie e argini lungo l'Isarco e il Talvera a cura del consiglio cittadino («werckh für denn Eysackh unnd für die Taluern unnd für annder wasser, die der stat zu schaden gienngen»).
Il torrente è stato poi incanalato tra gli anni '60 e '80 del ventesimo secolo, riducendo il letto del torrente da una larghezza che in taluni punti poteva raggiungere 180 metri a un range tra i 20 e 50 m. La pendenza tra 1,8 e 2,4% venne intervallata da 43 balze che ne rallentarono il flusso allo scopo di ridurre l'erosione del letto di ciottoli
Tra il 2003 e il 2013 nella parte nord del capoluogo, si è sistematicamente provveduto a effettuare un'ingente cementificazione sia del letto sia instaurando capienti infrastrutture di ricreazione pubblica all'interno dell'alveo con conseguente pericolo nei casi di piena.

### La centrale di Sant'Antonio
Ultima è la costruzione nei pressi del ponte Sant'Antonio (St.-Anton-Brücke) di una centrale idroelettrica che preleva l'acqua del Talvera all'altezza di Bad Schörgau in val Sarentino per poi reimmetterla poco prima della zona abitata a nord del comune di Bolzano. La centrale è in gestione della Eisackwerk S.r.l. che la avrà in gestione fino al 2045, quando - terminata la concessione trentennale - tornerà alla Provincia autonoma di Bolzano. La centrale, quinta per dimensione in Alto Adige, ha una potenza di 72 MW e una produzione annuale di 270 GWh, che si spera di portare fino a 310 GWh attraverso interventi per l'aumento dell'efficienza della centrale.
A causa dello sfruttamento per la produzione di corrente elettrica, la portata del torrente nel tratto a valle della centrale varia molto durante l'arco di una giornata. Nei momenti "di secca" la portata volumetrica è di circa 1,5-3 m³/s, mentre all'apertura della diga in Val D'Auna si aggiungono circa altri 15 m³/s. Nel giro di 5-10 minuti dunque la portata del Talvera può dunque raggiungere i 18 m³/s.

### I ponti sul Talvera

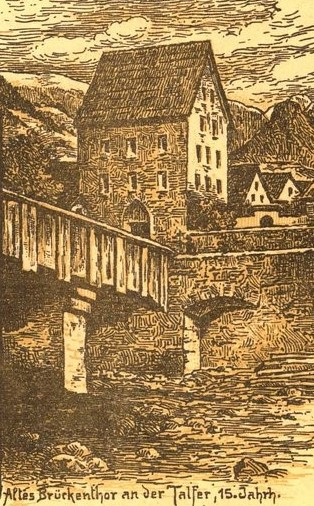
Il primo ponte in legno sul Talvera, prima del 1900, con la torre cittadina poi rimossa, su una cartolina del 1922

Nel tratto bolzanino oggi sorgono dieci ponti, di cui cinque carrabili e gli altri ad uso esclusivamente ciclo-pedonabile.
È invece già dal secondo Trecento che è attestata l'esistenza di un ponte sul Talvera che collegasse Gries a Bolzano; vi soprintendeva, assieme all'altro ponte cittadino sull'Isarco, più antico, un apposito funzionario che compare in un documento del 1383 quale bawmaister baider Eysackh- und Talferpruggen ("costruttore di entrambi i ponti sull'Isarco e sul Talvera").
È dell'anno 1900 la costruzione, pressoché al posto dell'antico ponte, del più vecchio ponte ad oggi rimasto sul Talvera, l'imponente ponte Talvera (Talferbrücke), di cinque archi in ferro e pietra, progettato dalla Österreichische Alpine Montagegesellschaft (società di costruzioni alpina austriaca) e poi terminato dalla rinomata ditta Waagner-Biro di Vienna, che collega la città vecchia con i nuovi quartieri di Gries-San Quirino. Nel 1977 il ponte venne chiuso al traffico finché, a novant'anni dalla sua prima inaugurazione, non fu completamente restaurato e di nuovo inaugurato il 29 settembre 1990. Nei tredici anni tra la chiusura e la riapertura, il ponte venne sostituito da due bailey costruiti dai militari del genio.
Sempre dell'anno 1900, questa volta in cemento armato, è il ponte Sant'Antonio (St.-Antons-Brücke) con un'unica carreggiata a traffico alternato.
Poco più a sud del ponte Talvera vi è la coppia di ponti del Museion. Questi due ponti, uno ad uso esclusivamente ciclabile e uno solo per pedoni sono caratterizzati dalle curve e dai parapetti in vetro trasparente. Disegnati dallo studio di architettura KSV di Berlino sono nati congiuntamente al museo d'arte moderna e contemporanea di Bolzano nel 2008.

Il ponte Druso, costruito durante il fascismo.

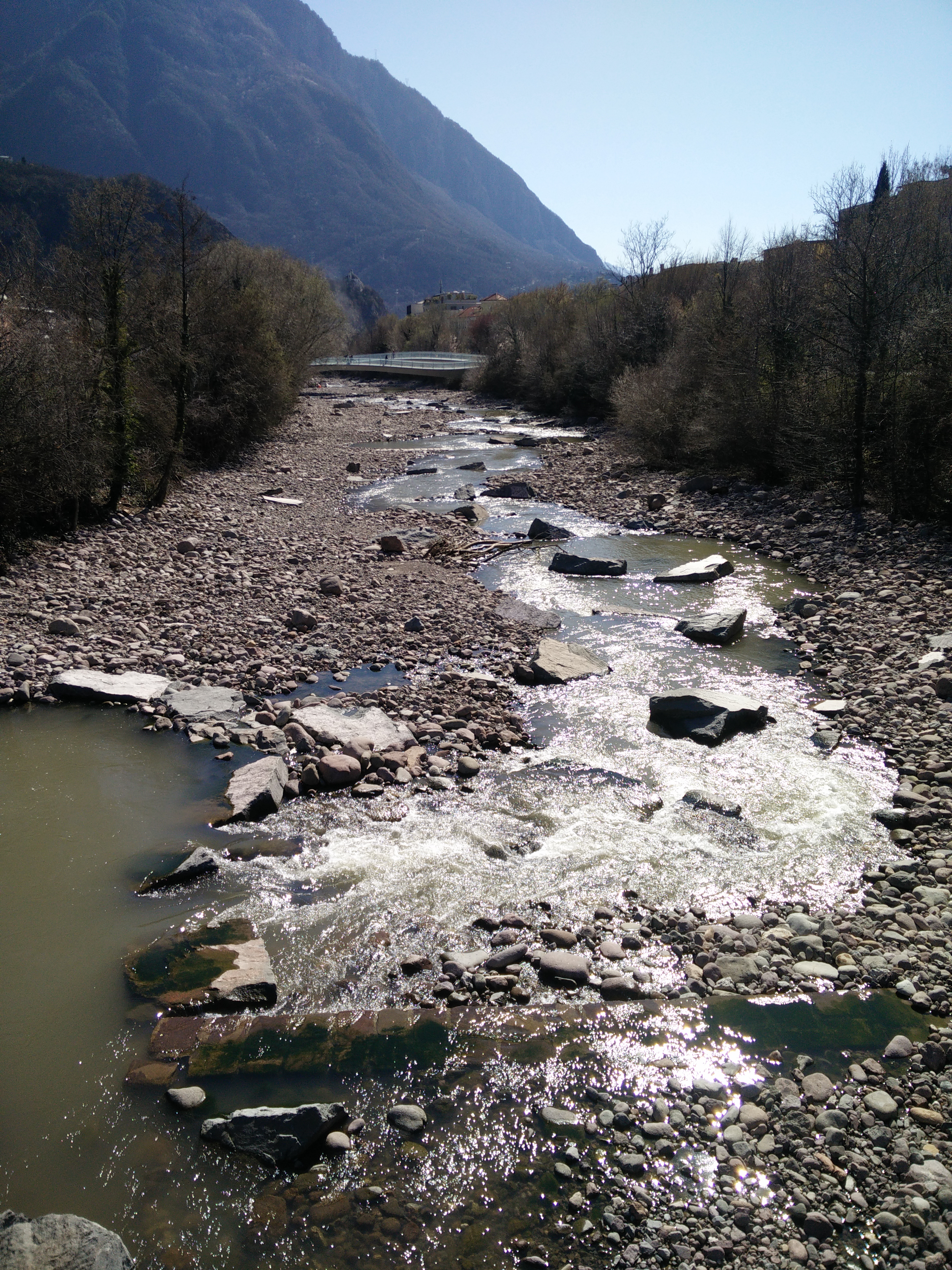
Il Talvera dopo i lavori terminati nella primavera del 2016, visto dal ponte ciclopedonale del Lungotalvera S. Quirino. Vista verso valle.

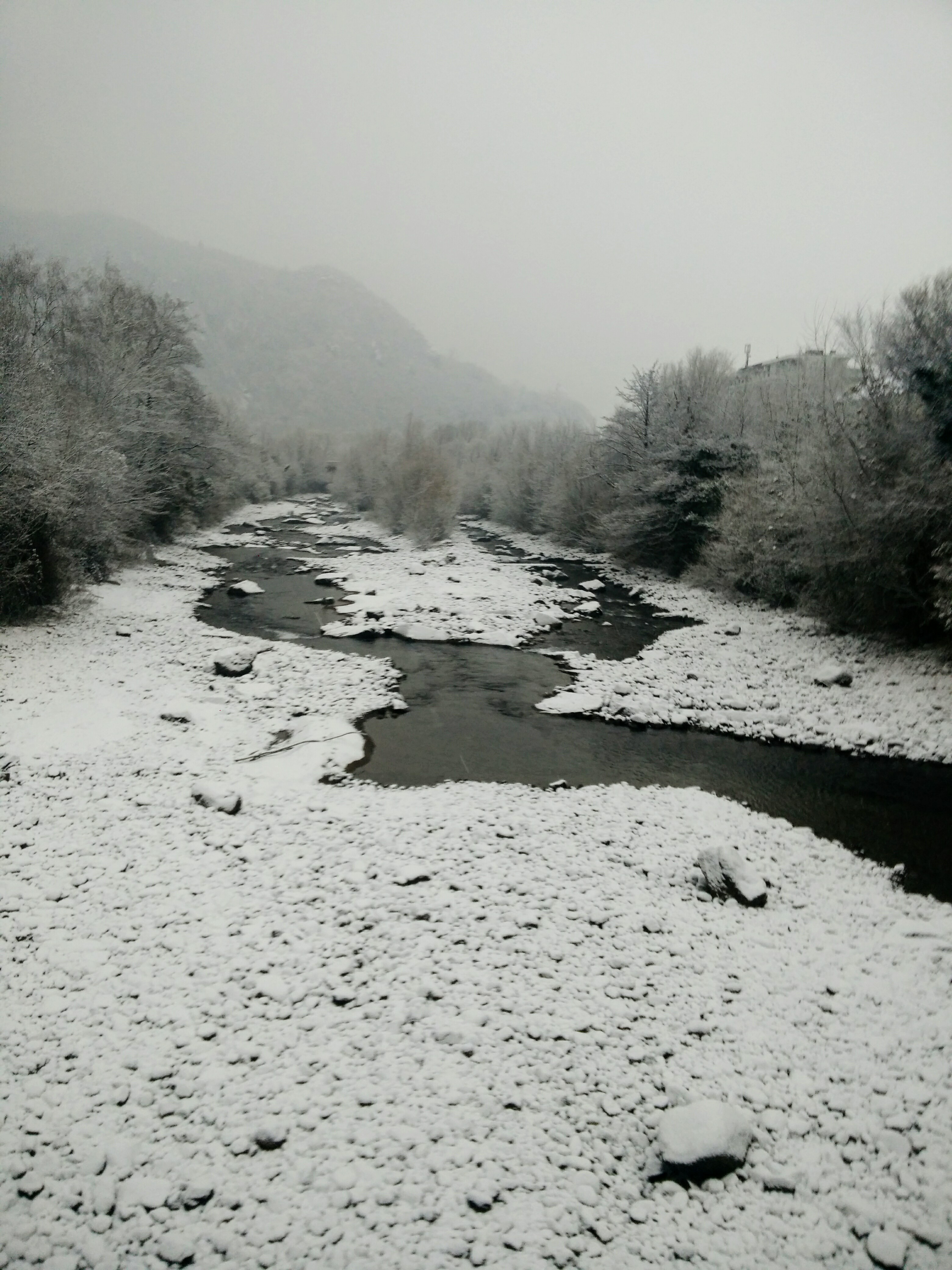
Il Talvera dopo una nevicata nel gennaio del 2017, visto dal ponte pedonale del Museion. Vista verso valle.

Ponte Druso (Drususbrücke) fu costruito tra il 1930 e il 1931 da Eugenio Miozzi. Le decorazioni di stampo fascista sono state rimosse (ora depositate nella giardineria comunale di Bolzano e parzialmente esposte all'interno del percorso espositivo allestito nel Monumento alla Vittoria).
Il "ponte giallo" è il ponte più a valle, poco prima della confluenza dell'Isarco. Originariamente ad uso ferroviario sul vecchio percorso tra Bolzano e Merano, è ora invece adibito a ponte ciclo-pedonale.

### I prati del Talvera
Nel capoluogo altoatesino gli argini e la golena fluviale, i cosiddetti prati del Talvera (Talferwiesen), sono stati sistemati a verde pubblico negli anni Settanta dall'Ufficio opere idrauliche della Provincia autonoma di Bolzano con il supporto del Genio militare, per iniziativa dell'ing. Michele Lettieri.

### I lavori di rinaturalizzazione del corso d'acqua
Proprio i lavori che hanno dato luogo ai prati del Talvera avevano al contempo portato alla regolarizzazione e al restringimento dell'alveo del torrente, prima più ampio per poter accogliere le frequenti e non di rado disastrose piene. Questi, insieme alla centrale idroelettrica più a monte, hanno avuto un impatto molto negativo sulla fauna ittica. Le 43 balze che facevano da gradini lungo tutto il tratto bolzanino causavano inoltre gorghi pericolosi per le persone e gli animali che si avventuravano in acqua. Furono questi i motivi a spingere l'amministrazione provinciale a ridisegnare il corso del torrente, su progetto di Peter Hecher, della ripartizione provinciale Opere idrauliche.
Nel 2014 sono dunque iniziati i lavori di rinaturalizzazione del corso d'acqua, che durarono fino al 2019, che hanno dato luogo ad anse e rallentamenti, ma anche a restringimenti e rapide, così da rendere notevolmente più vario il percorso del torrente. In particolare, i restringimenti vengono in aiuto di quei pesci che per natura tendono a risalire il corso d'acqua. Lo sfruttamento idroelettrico del torrente, infatti, comporta notevoli sbalzi di portata, che nell'assetto precedente portavano a momentanee secche e gradini che bloccavano il transito ai pesci. Grazie a corridoi più profondi e angusti, vi è sempre sufficiente acqua per risalire la corrente. Tra le specie a beneficiarne vi sono il temolo, piccolo salmonide europeo dalla carne pregiata, il barbo, pesce di fondale, e la trota marmorata, tipica dell'arco alpino.
I lavori, in buona parte finanziati da SE Hydropower a titolo di compensazione per lo sfruttamento del corso d'acqua per la produzione di energia elettrica, hanno avuto come obiettivo appunto la rinaturalizzazione del torrente che a sua volta porterà a un aumento della biodiversità lungo il suo ultimo tratto, prima di immettersi nel fiume Isarco, anch'esso oggetto di recenti lavori di riqualificazione. Proprio nel punto di confluenza del torrente nel fiume, è stata realizzata una rampa di accesso per evitare ai pesci di doversi misurare con una balza quasi invalicabile che bloccava di fatto l'accesso al Talvera.
Le forti oscillazioni di portata del torrente, la cui portata poteva aumentare in rapporto da 1 a 16 in meno di 10 minuti, ponevano sotto notevole stress la fauna ittica, oltre a comportare un rischio notevole per le persone che si recano in alveo e non si accorgono in tempo dell'innalzamento del torrente, intrappolandoli spesso su rocce e speroni e causando alcuni incidenti anche mortali. Grazie al bacino sotterraneo di demodulazione con una capienza di 95.000 metri cubi costruito sul territorio del comune di Renon, è oggi possibile compensare in buona parte gli sbalzi legati all'apertura della diga più a monte.
Inoltre, si è concordato che in determinati periodi dell'anno particolarmente critici (ad esempio, il momento della deposizione delle uova dei pesci) lo scarico della diga avvenga in maniera meno impattante.